# Герман, Иоганн
Иоганн Герман (фр. Johann Hermann; 31 декабря 1738, Барр — 4 октября 1800, Страсбург) — французский врач, натуралист,  профессор, автор описаний зоологических таксонов.
Член Парижской академии наук (1796; associé non résidant de la 1ère Classe de l’Institut national).

## Биография
Иоганн Герман учился в Университете Страсбурга. Свой диплом по медицине он получил в 1763 году. Через 5 лет он стал профессором медицины. В 1778 году он стал профессором философии. Наряду с медициной и философией он изучал патологию, ботанику и химию на 3-х языках (на немецком, латыни и на французском). В своём главном труде «Tabula affinitatum animalium», появившемся в 1783 году, он подробно представил собственную систему отношений родства между видами. В этом произведении он впервые описал черногрудого аремона (Arremon taciturnus).
В 1804 году город Страсбург купил наряду с обширной коллекцией минералов и другие коллекции и произведения Иоганна Германа и передал их Зоологическому музею города Страсбурга, где для них были выделены отдельные помещения.
В честь натуралиста названа балканская черепаха (Testudo hermanni).
Сын учёного, Иоганн Фридрих (1768—1793), известен как автор «Mémoire apterologique» (1804).

## Труды
- Hermann J. Tabula affinitatum animalium olim academico specimine edita, nunc uberiore commentario illustrata com annotationibus ad historiam naturalem animalium augendam facientibus. — Argentorati [Strasbourg], 1783. — 371 p. — doi:10.5962/bhl.title.58872.
- Hermann J. Observationes Zoologicae : quibus novae complures, aliaeque animalium species describuntur et illustrantur. — Argentorati [Strasbourg], 1804. — 332 p. — doi:10.5962/bhl.title.13456.